# Mena d'Egitto
(Martirologio Romano)
San Mena, detto anche Mina, Minas, Menas o Menna (Niceo, 285 – Frigia, 309), fu un eremita egiziano del III-IV secolo, venerato poi come martire e santo da tutte le Chiese che ammettono il culto dei santi.
Nonostante le scarne notizie storiche sul suo conto, Mena è considerato il santo più popolare in Egitto.
La sua memoria ricorre il 15 del mese di Hathor (24 novembre) nella Chiesa copta ortodossa mentre l'11 novembre in quella cattolica e cristiana ortodossa ed è considerato un santo miroblita.

## Biografia

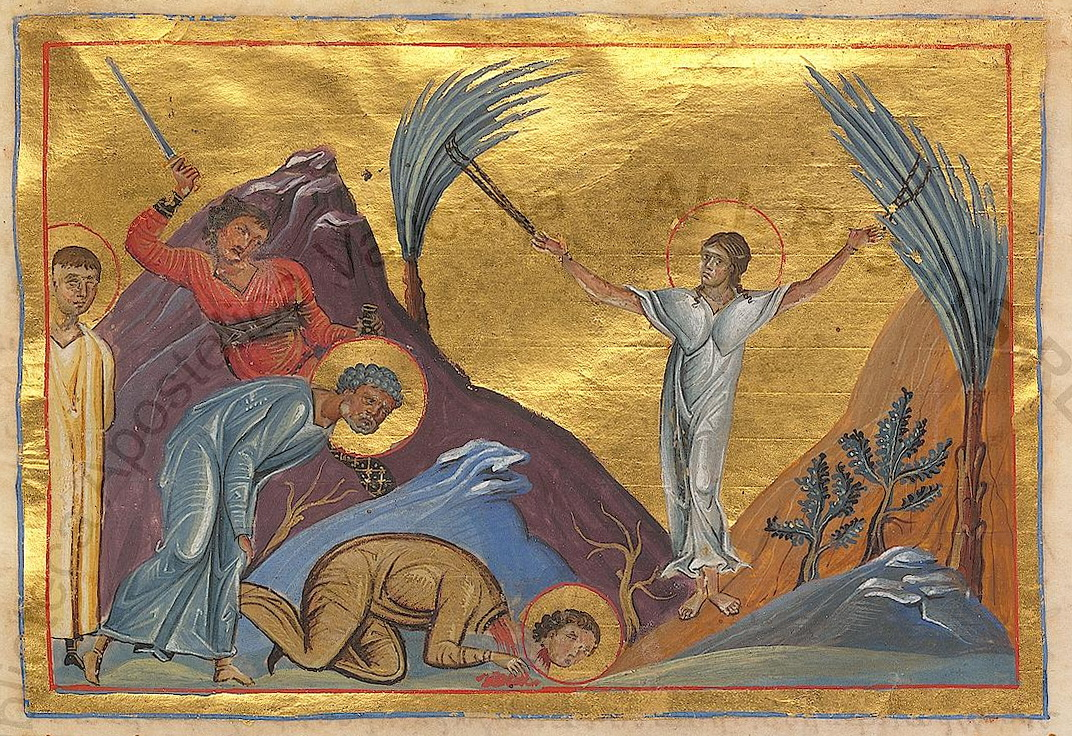
I santi Mena, Vittore, Vincenzo e Stefania nel Menologio di Basilio II. (Mena viene mostrato dopo la decapitazione), MSS Vat. gr.1613, fol 174, fine del X secolo, Biblioteca Apostolica Vaticana, Vaticano

Sebbene la sua esistenza non venga messa in dubbio, sono poche e tardive le sue notizie biografiche, le quali si rifanno molto evidentemente alla vita del martire san Gordio. Le uniche cose sul suo conto che si possono affermare con assoluta certezza sono le sue origini egiziane, il suo martirio e la sua sepoltura in patria. Di quasi nullo valore storico è dunque la leggenda che lo vuole arruolato nell'esercito romano e divenuto in seguito eremita.

## Agiografia
Secondo questa narrazione, Mena nacque in Egitto nell'anno 285, nella città di Niceo, una località presso la ben più famosa Menfi. I suoi genitori erano cristiani asceti, particolarmente dediti alla spiritualità ma afflitti dalla mancanza di un figlio. Un giorno, durante una festa dedicata alla Vergine Maria, Eufemia (questo il nome della madre) stava pregando in lacrime di fronte ad un'icona della Madonna, supplicando il Signore di benedirla attraverso la nascita di un bambino. In risposta alla preghiera della donna, l'icona s'animò proferendo una parola: Amen.
Alcuni mesi dopo, infatti, Eufemia diede alla luce un bambino che chiamò Mena. Eudossio, il padre di Mena, morì quando questi aveva quattordici anni. Quindicenne, Mena si arruolò come soldato semplice nell'esercito romano, deciso a sostenere la reputazione del padre, stabilendosi quindi in Algeria. La sua carriera militare fu però di breve durata poiché, avvertito delle persecuzioni scatenate dall'imperatore Diocleziano (286-305) mentre prestava servizio presso Cotyaeum, in Frigia, decise di abbandonare l'esercito e di ritirarsi nel deserto per vivere di preghiera e contemplazione come eremita.
Mena visse in queste località sperdute, tra preghiera e digiuno, per cinque anni, fino a quando non intravide in una visione alcuni angeli che coronavano i martiri con splendide corone. Compreso il volere divino, Mena abbandonò le zone desertiche e annunciò il messaggio di Cristo tra gli idolatri. La Passio riferisce che un giorno, entrato nell'anfiteatro di Cotyaeum, il santo proclamò ad alta voce di essere cristiano, attirando l'ira del prefetto del posto, Pirro, che ordinò immediatamente il suo arresto.
Alcune icone bizantine hanno illustrato la sequenza dei supplizi a cui Mena fu sottoposto: rinchiuso in prigione, in cui pregò Dio, Mena venne ricondotto davanti al prefetto, il quale ordinò la sua immediata fustigazione. Denudato completamente e steso a terra, l'eremita venne barbaramente flagellato; condotto poi nel deserto e legato ad un palo sotto il sole cocente, venne nuovamente torturato. Le torture non erano tuttavia finite: Mena venne trascinato su punte acuminate di ferro, colpito al volto con mazze e infine percosso con verghe. Infine, rivestito del saio monastico, Mena venne decapitato, secondo la tradizione, l'11 novembre del 309.

## Reliquie

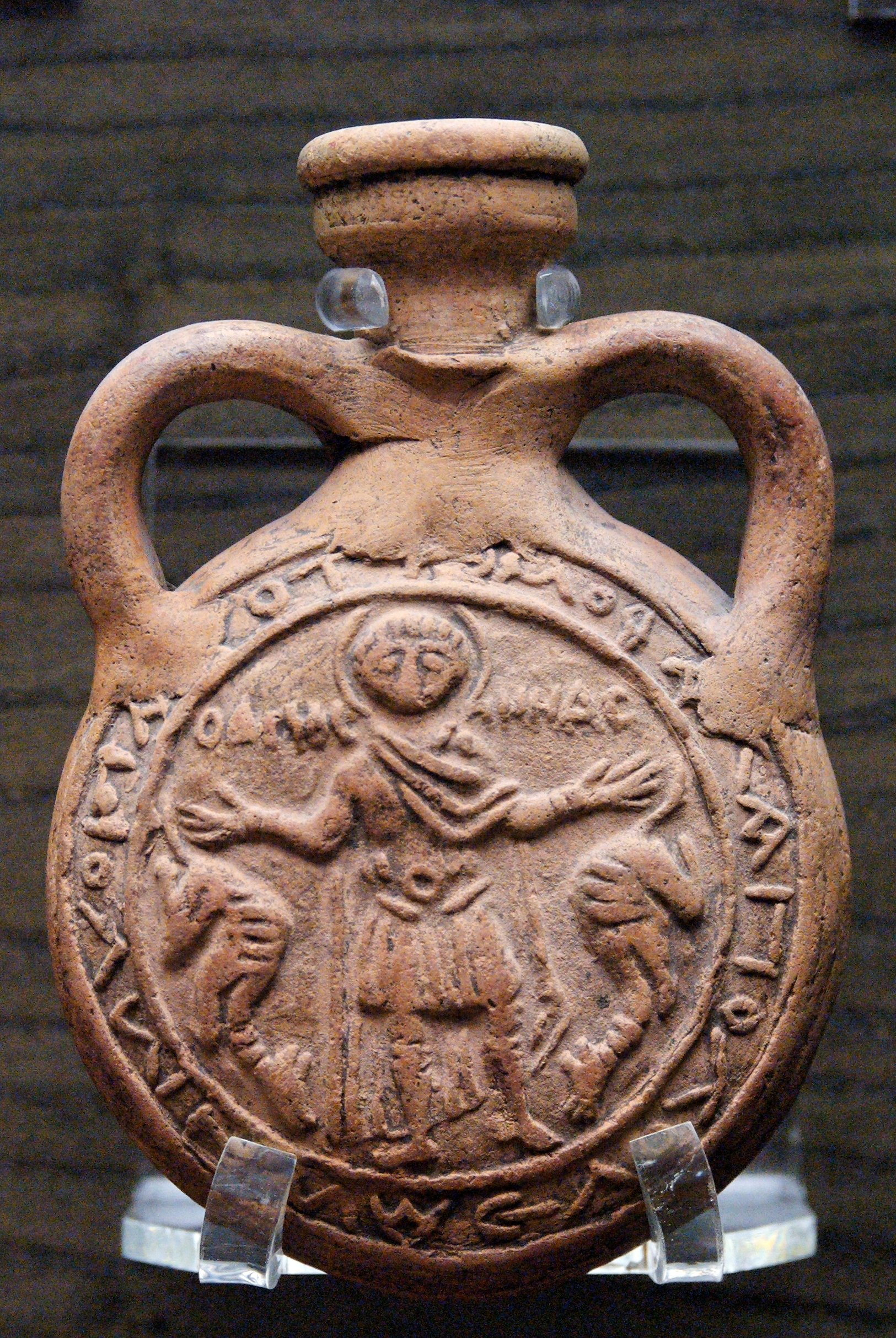
Fiaschetta da pellegrino in terracotta, raffigurante san Mena tra due dromedari, VI-VII secolo, realizzata probabilmente ad Abu Mena, Egitto (Parigi, Louvre)

I soldati incaricati di eseguire la sentenza gettarono il corpo di Mena nel fuoco, ma esso per tre giorni rimase illeso. La sorella di Mena riuscì a corrompere i soldati, ottenendo il suo corpo che portò via con sé. La giovane si imbarcò quindi su una nave diretta ad Alessandria, dove pose il corpo del santo in una chiesa.
Al termine delle persecuzioni, all'epoca del patriarca Atanasio di Alessandria, un angelo gli apparve e gli ordinò di caricare il corpo di Mena su un dromedario e di portare la sua testa nel deserto dell'ovest. A un certo punto, presso il Lago Maryut, nelle vicinanze di Alessandria, il dromedario si fermò e si rifiutò di avanzare. I Cristiani videro in questo segno un avvertimento di Dio, e seppellirono lì il corpo del santo.